# 克兴
克兴是德国巴伐利亚州的一个市镇。总面积55.67平方公里，总人口9019人，其中男性4506人，女性4513人（2011年12月31日），人口密度162人/平方公里。